# 田村駒
田村駒株式会社（たむらこま）は、大阪府大阪市中央区安土町に本社を置く、日本の繊維商社。1894年創業ならびに設立の老舗企業である。

## 概要
田村駒治郎（初代）が1894年（明治27年）に「神田屋田村商店」として創業。アイデアマンとして知られる駒治郎の手腕により関西を中心に業容を拡大したほか、初代の死去に伴い1931年に社長となった二代目駒治郎の手により近代的な企業としての体制整備が行われ、一時は総合商社を目指したほどの勢いがあった。
また二代目駒治郎が野球好きであったことから、戦前から戦後まもなくにかけてプロ野球のライオン軍→朝日軍→太陽ロビンス→大陽ロビンス→松竹ロビンスを傘下に持っていたほか、都市対抗野球大会においても「庄内田村駒」（庄内は豊能郡庄内町、現在の豊中市庄内）が1939年に準優勝を飾っている。
1950年代に朝鮮特需の反動不況により経営難に陥るが、その後三和銀行などの支援で再建を果たし現在に至っている。その関係からみどり会の会員企業であり三和グループに属している。

## 沿革

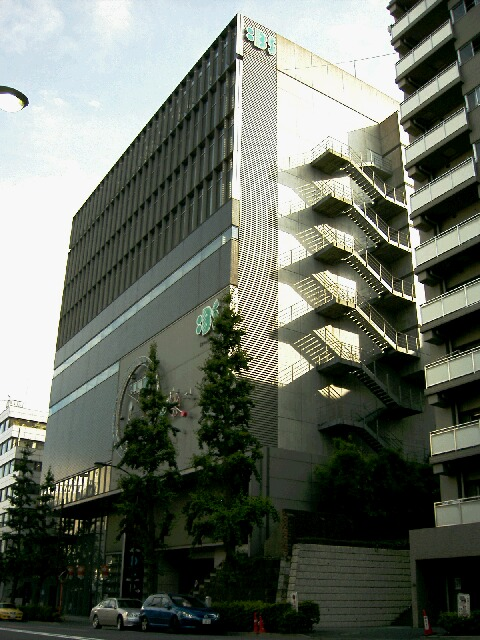
現東京本社ビル
（旧BS朝日原宿コロンブスビル）

- 1894年 -「神田屋田村商店」として初代・田村駒治郎が創業
- 1918年 - 株式会社田村駒商店として法人化される。社長・田村駒治郎、副社長に駒治郎弟・平松徳三郎[3]。
- 1934年 - 製造子会社として太陽レーヨン株式会社を設立、二代目駒治郎が社長就任[4]。
- 1936年 - 船場に6階建ての本社ビル完成。
- 1937年 - プロ野球の大東京軍（同年中に「ライオン軍」に改称、後の松竹ロビンス）に資本参加
- 1938年 - ライオン軍の株式をすべて買い取り、オーナー会社となる。
- 1940年 - 日本赤十字社に1万円を寄付し、褒章条例により表彰される[5]。
- 1941年 - 太陽レーヨンが戦時統合により合併、帝国繊維となる（のち、航空機エンジン製造の「帝繊航空」に改称、1949年解散）
- 1943年 - 社名を田村駒株式会社に変更
- 1952年 - 松竹ロビンスの経営から撤退（翌年1月に大洋ホエールズと合併する）
- 1957年 - 常盤鋼材から営業権を譲り受け、社名を田村駒常盤株式会社に変更[6]
- 1977年 - 社名を田村駒株式会社に戻す[6]
- 1978年 - 子会社として田村駒エンジニアリング株式会社を設立
- 1990年 - 本社新社屋完成
- 2014年 - 東京・大阪の2本社制に移行、テレビ朝日から原宿コロンブスビルを購入し移転[7]